# Taquarituba
Taquarituba este un oraș în São Paulo (SP), Brazilia.